# Domeykoa
Domeykoa là chi thực vật có hoa trong họ Apiaceae.